# Kinderdorf
Kinderdörfer sind typischerweise unabhängige, nichtstaatliche, soziale Organisationen, die bedürftigen Kindern eine langfristige, familiennahe Betreuung bieten. Während in ärmeren Ländern immer noch viele echte Waisenkinder beherbergt werden, handelt es sich in reicheren Ländern wie Österreich oder Deutschland heutzutage häufig um Sozialwaisen, deren leibliche Familie sich aus unterschiedlichen Gründen nicht um die Kinder kümmern kann (oder auf Grund einer richterlichen Verfügung nicht darf), und auf Vermittlung des Jugendamts in einem Kinderdorf untergebracht werden.
Kinderdörfer bieten neben der eigentlichen Betreuung häufig auch vielseitige Ausbildungsmöglichkeiten und heilpädagogische Therapien an.

## Geschichte

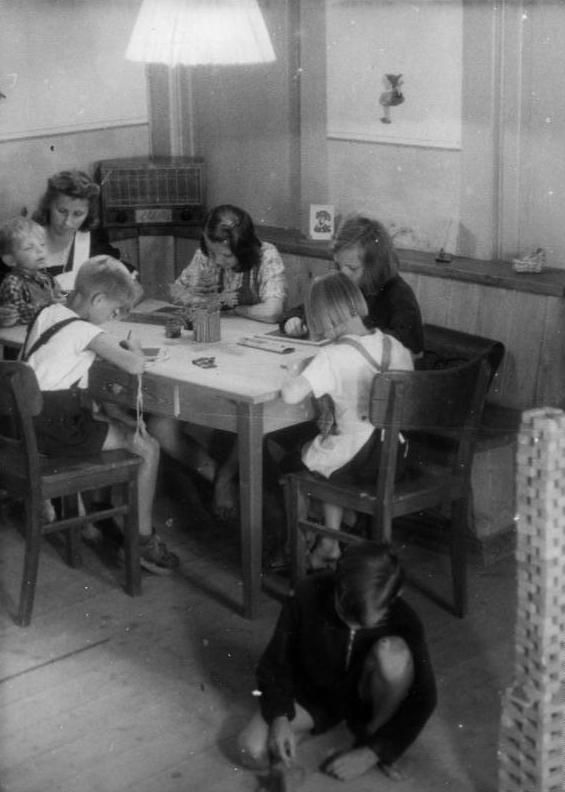
Zwei Geschwisterfamilien mit einer Hausmutter in ihrem Aufenthaltsraum im Kinderheim Schloß Wilhelmsthal, 1947

Die Kinderdorfidee entwickelte sich gegen Ende des Zweiten Weltkrieges in der Schweiz, in Österreich und in Deutschland. Kinder und Jugendliche brauchten nach dem Krieg dringend Hilfe und ein Zuhause, das ihnen Geborgenheit geben kann. „Dieses Zuhause muss anders aussehen als ein anonymes Waisenhaus“, sagte der Schweizer Philosoph und Publizist Walter Robert Corti. Er warb 1944 für ein „Dorf für leidende Kinder aus allen Nationen“ des kriegszerstörten Europa. Cortis Appell löste eine Welle der Hilfsbereitschaft aus. Dies ermöglichte 1946 den Bau des Pestalozzi-Kinderdorfs Trogen bei St. Gallen in der Schweiz und im deutschen Wahlwies am Bodensee. Ebenfalls 1946 entstanden erste Kinderdörfer des deutschen Caritas-Verbandes. 1947 wurde in Salzburg der Verein „Österreichische Kinderdorfvereinigung“ gegründet und später in Pro Juventute umbenannt. 1949 gründete Hermann Gmeiner den SOS-Kinderdorf-Verein im österreichischen Imst (Tirol). 1952 begannen die Dominikanerinnen von Bethanien in Deutschland mit der Kinderdorfarbeit.

## Kinderdorffamilien
In einigen Betreuungseinrichtungen wachsen die betreuten Kinder in Kinderdorffamilien koedukativ auf. Hier leben die Kinder gemeinsam mit einem Elternpaar und gegebenenfalls deren eigenen Kindern im Familienverband. In manchen Organisationen wird von mindestens einem Elternteil eine sozialpädagogische Ausbildung (als Erzieher, Sozialpädagoge, Sozialarbeiter, Heilpädagoge oder Heilerziehungspfleger) vorausgesetzt. Ziel ist es, den Kindern die Sicherheiten und Regeln einer Familie zu vermitteln.

## Wohngruppen
In Wohngruppen leben Kinder und Jugendliche unter einem Dach zusammen. Die Erzieher wohnen in der Regel nicht mit den Kindern im Haus.
Wohngruppen sind besonders für Kinder und Jugendliche geeignet, die nur für kürzere Zeit betreut werden. Für manche wird die Wohngruppe aber auch zum Zuhause bis zum Erwachsenwerden. Durch das Zusammenleben in einer Wohngruppe soll soziales Verhalten erlernt werden, denn Kochen, Putzen, Einkaufen, Hausaufgaben machen, Spielen und Hobbys müssen hier ähnlich wie in einer Familie organisiert werden. Pädagogisches Fachpersonal und hauswirtschaftliche Mitarbeiter unterstützen die Kinder dabei.

## Bekannte Kinderdörfer

### Albert-Schweitzer-Familienwerke und -Kinderdörfer
Ein Albert-Schweitzer-Kinderdorf ist eine nichtstaatliche soziale Organisation, die Kinder und Jugendliche betreut, die nicht in ihren eigenen Familien aufwachsen können. Die Betreuten leben in Kinderdorffamilien. Von den Hauseltern, auch Familiengruppenleiter genannt, hat mindestens ein Elternteil eine sozialpädagogische Ausbildung (als Erzieher, Sozialpädagoge, Sozialarbeiter, Heilpädagoge oder Heilerziehungspfleger) und eine entsprechende Berufserfahrung. Heute gibt es deutschlandweit über 130 Albert-Schweitzer-Kinderdorffamilien.
Darüber hinaus bieten die Albert-Schweitzer-Kinderdörfer und -Familienwerke Wohngruppen, Werkstätten für Jugendliche, Kindertagesstätten, Familienberatungsstellen und weitere ambulante Dienste an. Die Bandbreite reicht vom buchstäblich als Dorf angelegten Kinderdorf, über Familienwerke mit Familienberatungsangeboten, sowie Schulsozialarbeit, über Jugendreferate in Gemeinden bis hin zu verschiedenen heilpädagogischen Albert-Schweitzer-Erziehungsstellen oder Waldkindergärten. Dazu zählen auch die Intensiven Sozialpädagogischen Einzelmaßnahmen (ISE) und Clearing-Maßnahmen für Kinder und Jugendliche auf der Insel Ruden (Ostsee).
Die Albert-Schweitzer-Kinderdörfer und -Familienwerke sind in verschiedenen Bundesländern als zwölf selbstständige Vereine organisiert. Für die entsprechende Vernetzung und Kooperation eines Teils der Kinderdörfer sorgt der Albert-Schweitzer-Verband der Familienwerke und Kinderdörfer e. V. mit Sitz in Berlin.
Albert-Schweitzer-Kinderdörfer und -Familienwerke sind dem Paritätischen Wohlfahrtsverband angeschlossen.

### Bethanien Kinder- und Jugenddörfer

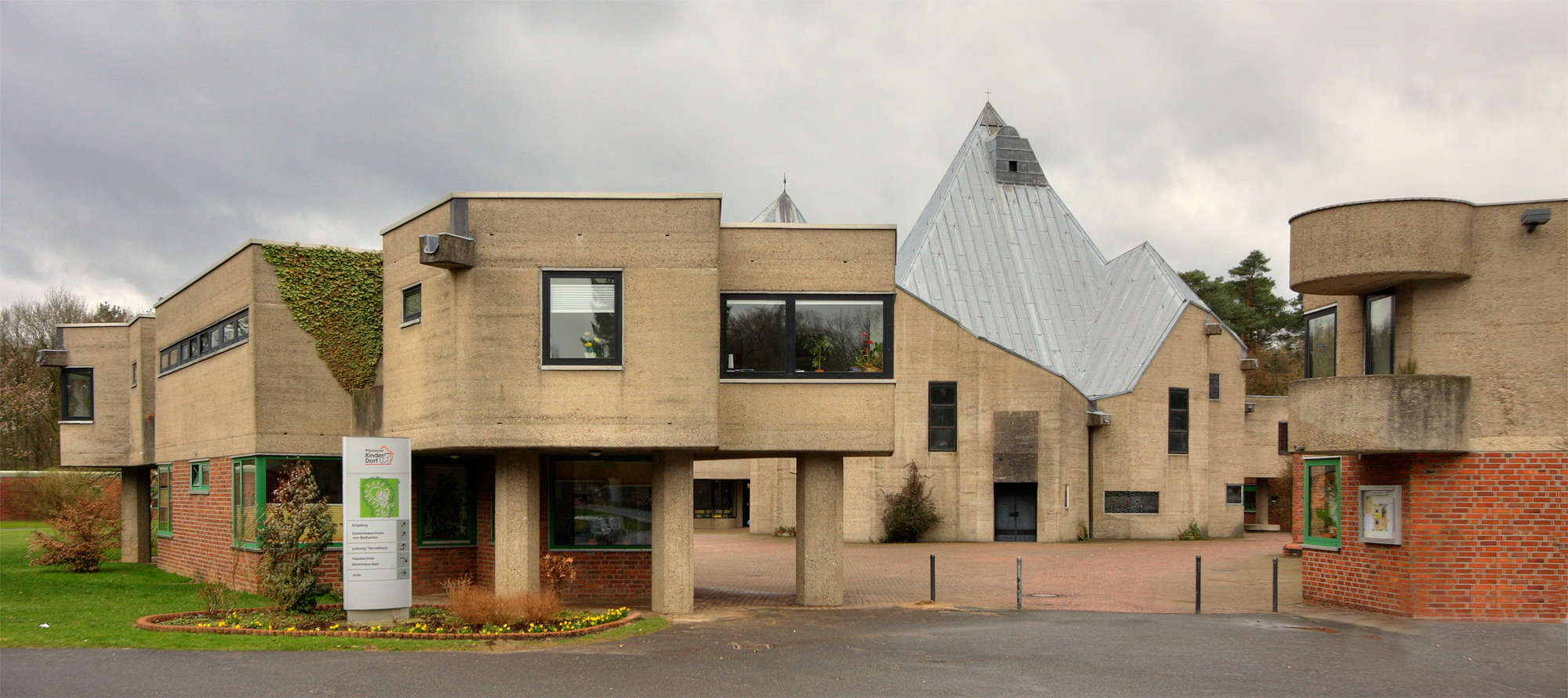
Kinderdorf Bethanien in Bergisch Gladbach, Ortsteil Lustheide

Die Bethanien Kinderdörfer sind katholisch geprägte Einrichtungen und nehmen Kinder und Jugendliche mit unterschiedlicher Herkunft und Hintergrund auf. Die Kinder leben in Kinderdorffamilien und Wohngruppen. Außerdem gibt es ein Tagesgruppenangebot. Neben der normalen Betreuung werden unter anderem auch die Betreuung in die Verselbständigung, Einzelberatung und -therapie, Musik- und Religionspädagogik und Krisenintervention angeboten.
Die Kinderdörfer befinden sich in Bergisch Gladbach/Lustheide, Schwalmtal-Waldniel und Eltville-Erbach.

### Weitere
Kinderzukunft (Rudolf-Walther-Stiftung), Pro Juventute Kinderdörfer, SOS-Kinderdorf, Erich Kästner Kinderdorf, Pestalozzi Kinder- und Jugenddorf, Vorarlberger Kinderdorf, Kinderdorf Malo A Mcherezo, Malawi (siehe Ortsartikel Chiole), Kinderdorf Little Smile, Sri Lanka (siehe Ortsartikel Koslanda).